# Pierre Paturel
Pierre Paturel, né le 26 janvier 1989 à Annemasse est un joueur de handball français évoluant au poste de pivot au Chambéry Savoie Mont Blanc Handball, équipe dont il est le capitaine.

## Biographie
Pierre Paturel commence le handball en Haute-Savoie, à Bonneville. Il intègre en 2005 le pôle espoir de Chambéry et rejoint à cette occasion le club de la ville. Il est ensuite admis au centre de formation de Chambéry, qui évolue alors en N2. A la fin de la saison 2006-2007, il dispute avec son équipe les barrages d'accession en N1, remportés face à l'AS Folschviller Handball.
En 2008, avec ses coéquipiers de Chambéry Xavier Barachet, Sébastien Le Goff et Yann Ducreux, il remporte la médaille de bronze du Championnat d'Europe junior avec l'Équipe de France junior. La même année, il dispute ses premières rencontres de Coupes d'Europe, en Coupe EHF puis en Ligue des Champions.
En 2011, il signe son premier contrat professionnel avec Chambéry et remporte le Trophée des champions en 2013, puis dispute une demi-finale de Coupe EHF en 2016.
À l'origine voué aux taches défensives, il étoffe progressivement son jeu et évolue de manière régulière en attaque, notamment depuis l'arrivée à Chambéry de l'entraîneur Érick Mathé en 2018. Il remporte la Coupe de France en 2019, la première dans l'histoire du club, et il est nommé dans la catégorie meilleur défenseur aux Trophées LNH 2019.
Il est désigné capitaine de l'équipe à la suite du départ de Quentin Minel. En avril 2020, il prolonge son contrat de deux saisons avec Chambéry.

## Palmarès

### En club
Compétitions nationales
- Vainqueur du Trophée des champions (1) : 2013
- Vainqueur de la Coupe de France (1) : 2019
- Finaliste de la Coupe de la Ligue (1) : 2022

Compétitions internationales
- Coupe EHF
  - Demi-finaliste en 2016

### En équipe nationale
Équipe de France junior
- Médaille de bronze au Championnat d'Europe junior 2008